# ZSZU–23–4
A ZSZU–23–4 (becenevén: Silka) a azonos nevű szibériai folyó után elnevezett szovjet önjáró légvédelmi gépágyú. Az 1960-as évek elején fejlesztették ki az elavult ZSZU–57–2 leváltására.

## Története
Két prototípust készítettek egyazon feladatra, az egyik a 37 mm-es ikercsövű gépágyúval rendelkező ZSZU-37-2 Jenyiszej (Szu-100P alváza alapként szolgált a később erre az alvázra épített 2K11 Krug és 2SZ3 Akacija járműveknél), másikuk pedig a 23 mm-es négycsövű Silka (GM-575 alvázon).
A tesztek alapján mind tűzgyorsaság, mind tűzerő szempontjából felülmúlta lehetséges ellenfeleit.
Sorozatgyártása 1964-ben kezdődött, az első és csak a Szovjetunióban szolgálatba állított ZSU-23-4 előszériát követte a tapasztalatok alapján továbbfejlesztett V-verzió 1967-ben.
Első nagy számban készített és exportra szánt változata a ZSU-23-4 V1 (1969), ebből a változatból kaptak a Varsói Szerződés tagállamai, valamint Egyiptom is (V1 korai sorozatból csak Egyiptom és Magyarország kapott, az egyiptomiak sikerrel alkalmazták 1973-ban, sok Silka izraeli hadizsákmány lett, amit annyira jónak találtak, hogy rendszerbe is állították).
ZSU-23-4 M3: Barát idegen azonosítóval is felszerelt, fejlesztett verzió, csak a Szovjetunióban rendszeresítették.
Megemlítendő az Afganisztáni harcok során módosított, speciálisan konvojkísérésre használt változat, melyből minden felesleges dolgot eltávolítottak (lokátor és tűzvezető rendszer, valamint ezek műszeregységei), hogy helyükre több lőszert, extra tűzoltó berendezéseket, valamint infraberendezéseket, ködgránátokat tehessenek. A gépágyúk magassági szögben (+85 fok) ideálisak az utak mellett emelkedő hegyoldalak, sziklafalak között megbúvó támadók semlegesítésére.
ZSU-23-4 4M: A második nagy számban rendszeresített exportváltozat, 1977.
Főbb változások a V1 verzióhoz képest: módosított fegyverzeti rész, vaskosabb, nagyobb átmérőjű, flexibilis folyadékhűtés a gépágyú csöveinek, porvédő és árnyékoló lemez a gépágyúk felett, módosított parancsnoki kupola 3 helyett 2 figyelőműszerrel, a 3. helyére beépített optikai célmegjelölő műszer az RPK tűzvezető számítógépnek továbbítható adatokkal, erősített alváz (2 merevítőbordával az orr rész alsó felén), bal oldalon 2 helyett 3 szerelőnyílás, torony jobb oldalán nagyméretű hűtőtartály a rendszer hatékonyabb üzemeléséhez, nagyfokú belső rendszer fejlesztés, a csöves technológia kiváltása, parancsnoki kezelőpult áttervezve.
a ZSU-23-4 4M Rendszerbe állításakor már fejlesztették utódját, a ZSZU-30-2 2K22 2SZ6 Tunguzkát (1970-ben kezdték el a fejlesztést, GM-352 alvázon mely az első TOR járművek alapja is).
Elődjéhez képest (ZSU-57-2) kisebb volt a lőtávolsága (maximum 2500 méter), azonban a lokátoros tűzvezetés és a megnövelt tűzgyorsaság ezt kompenzálta (nem beszélve a zárt, vegyi-biológiai és atomtámadással szembeni beépített automatikus védelméről). Az alváza a PT–76-os úszó harckocsi főelemeire épült. Képes volt 180-fokos félkörív mentén tűzfalat vonni maga elé a magasba.
Harci alkalmazásra került az 1973-as jom kippuri háborúban, Vietnamban, Afganisztánban (szovjet megszálló erők földi célra, utak, hidak és járműoszlopok biztosítására), az irak–iráni háborúban, az első,- és második csecsen háborúkban is, ahol főleg a városi harcokban vetették be, így semlegesítve a magasabb helyeken elrejtőzött orvlövészeket. Bevetették továbbá a délszláv háborúban is.
Lengyel, orosz és ukrán cégek modernizálták a járműveiket.
ZSU-23-4 V1 alapján készült a lengyel Biala, kiegészítve 4 db Grom-7 (Igla lengyel változata) légvédelmi rakétával, passzív infravörös-optikai és lézeres eszközökkel a tűzvezető lokátor helyett, valamint a hőkibocsátás mértékét minimalizálták, javították a zavarvédettséget, NATO-kompatibilis eszközöket kapott.
Oroszország és Ukrajna szintén elkészítette a ZSU-23-4 4M verzión alapuló 5M verziót, a belső rendszerek modernizációján túl szintén felszerelték 4 db Igla légvédelmi rakétával (egyes változaton 3-3 db, összesen 6), digitalizálták és fejlesztették védelmét és a tűzvezető lokátort.

## Műszaki adatok
- Tömeg: 19 000 kg (harckész tömeg)
- Méretek: hosszúság 6,54 m (6535 mm) szélesség 2,95 m (3125 mm) magasság 2,25m 2576 mm menethelyzetben, 3572 mm harchelyzetben
- Nyomtáv (lánctalpak középpontjai közötti távolság): 2500 mm
- Hatótávolság: 450 km (fogyasztás 100 km-en műúton 80 liter), szárazföldi úton 300 km (fogyasztás 100 km-en 130 liter)
- Páncélzat: 10-15 mm
- Fegyverzet: négy AZP-23 23 mm-es légvédelmi gépágyú
- Meghajtás: egy 260 LE teljesítményű V-6R-1 négyütemű közvetlen sugárporlasztású, gyorsjáratú dízelmotor
- Teljesítmény: maximális sebessége műúton 50 km/h, száraz földúton 30 km/h